# Fotbal Club Unirea Urziceni
Maillots
Le Fotbal Club Unirea Voluntari Urziceni est un club roumain de football basé à Urziceni, fondé en 1954 et dissout en 2011.

## Historique
- 1954 : Fondation du club

Ancien logo du club

- 2009 : Premier titre de champion de l'histoire du club. L'équipe se qualifie pour les phases de groupes de la Ligue des champions de l'UEFA 2009-2010 en compagnie du FC Séville, du VfB Stuttgart et parvient même à battre les Rangers FC  sur leur terrain (4-1).
- 2011 : Disparition. Le club vend la plupart de ses joueurs lors de la première partie de la saison 2010-2011, et joue la fin avec des joueurs prêtés. Le club est relégué en deuxième division et le propriétaire Dumitru Bucșaru décide de ne pas obtenir de licence pour la saison suivante[3] ce qui amène à la disparition du club[4],[5].

## Palmarès
- Championnat de Roumanie
  - Champion : 2009
  - Vice-champion : 2010

- Championnat de Roumanie D2
  - Vice-champion : 2006

- Championnat de Roumanie D3
  - Champion : 2003
  - Vice-champion : 1988

- Coupe de Roumanie
  - Finaliste : 2008

- Supercoupe de Roumanie
  - Finaliste : 2009 et 2010

## Parcours européen

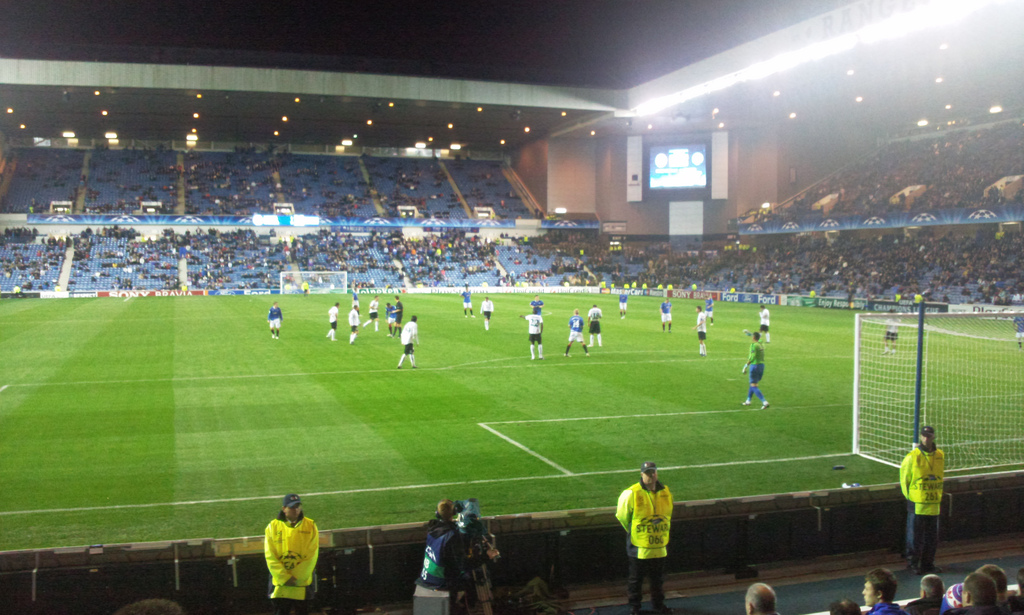
Le FC Unirea Urziceni bat en phase de groupes de la Ligue des champions 2009-2010 les Rangers à Ibrox Park sur le score de 4-1.

| Saison    | Compétition         | Tour                            | Pays | Club                     | Résultat domicile | Résultat extérieur |
| --------- | ------------------- | ------------------------------- | ---- | ------------------------ | ----------------- | ------------------ |
| 2008-2009 | Coupe UEFA          | Premier tour                    |      | Hambourg SV              | 0–2               | 0–0                |
| 2009-2010 | Ligue des champions | Phase de groupes                |      | FC Séville               | 1–0               | 0–2                |
| 2009-2010 | Ligue des champions | Phase de groupes                |      | VfB Stuttgart            | 1–1               | 1–3                |
| 2009-2010 | Ligue des champions | Phase de groupes                |      | Glasgow Rangers          | 1–1               | 4–1                |
| 2009-2010 | Ligue Europa        | Seizièmes de finale             |      | Liverpool FC             | 1–3               | 0-1                |
| 2010-2011 | Ligue des champions | Troisième tour de qualification |      | Zénith Saint-Pétersbourg | 0–0               | 0–1                |
| 2010-2011 | Ligue Europa        | Barrages                        |      | Hajduk Split             | 1–1               | 1–4                |